# 1250
Évszázadok: 12. század – 13. század – 14. század
Évtizedek: 1200-as évek – 1210-es évek – 1220-as évek – 1230-as évek – 1240-es évek – 1250-es évek – 1260-as évek – 1270-es évek – 1280-as évek – 1290-es évek – 1300-as évek
Évek: 1245 – 1246 – 1247 – 1248 –  1249 – 1250 – 1251 – 1252 – 1253 – 1254 – 1255

## Események

### Határozott dátumú események
- április 5. – IX. Lajos francia király és serege a mamlúkok fogságába esik.[1]
- december 13. – II. Frigyes német-római császár halála,[2] ő az utolsó Hohenstauf a császári trónon.
- december 13. – IV. Konrád német király – II. Frigyes császár fiának – tényleges uralkodásának kezdete. (I. Konrád néven egyben nápolyi és szicíliai király is, 1254-ig uralkodik.)

### Határozatlan dátumú események
- az év folyamán –
  - IV. Béla magyar király kun csapataival megrohanja Ausztriát.[3]
  - Boldog Özséb megalapítja a pálos rendet a Pilisszántói Hármas-barlangban.[4]
  - III. Alfonz portugál király visszafoglalja Algarve várát a móroktól, ezzel végleg kiűzi őket Portugáliából.
  - Valdemár svéd király trónra lépése, a Folkung-ház első uralkodója a svéd trónon.
  - Albertus Magnus először mutatja ki az arzént, mint kémiai elemet.
  - A valladolidi egyetem alapítása.
  - A velencei Rialto híd átépítése pontonhídról állandó híddá.
  - A Bahri-dinasztia hatalomra jutása Egyiptomban al-Muizz Ajbak trónra lépésével.
  - Mindaugas litván nagyfejedelem felveszi a római katolikus vallást és koronát kér a pápától.[5]

## Születések
- december 25. – IV. Ióannész nikaiai császár († 1305 körül)
- János skót király († 1313 k.)
- Giovanni Pisano itáliai szobrász († 1314)
- Pietro d’Abano itáliai fizikus, filozófus és asztrológus († 1316)
- Robert d’Artois, Artois grófja († 1302)

## Halálozások
- február 2. – XI. Erik svéd király (* 1216)
- május 2. – Túránsáh egyiptomi szultán (* ?)
- augusztus 10. – IV. Erik dán király (* 1216)
- október 4. – VI. Hermann badeni őrgróf (* 1226 k.)
- december 13. – II. Frigyes német-római császár (* 1194)